# Gonzalo Suárez (actor)
Gonzalo Suárez (Buenos Aires, Argentina, 21 de septiembre de 1978) es un actor argentino. Desde 2009, hace publicista de Banco Galicia junto a Paola Barrientos.

## Cine
- Un buda (2005) - El mudo
- Rodney (2009) - Oficial de Justicia
- Uno (2009) - Boletero
- La plegaria de un vidente (2010) - Cuchillero Sainz
- Güelcom  (2011) - Marto
- Viudas  (2011) - Marciano
- Cruzadas  (2011) - Cristian
- 555 (2012) - Tony
- La panelista (2021) - Sr. Zanahoria
- Al impenetrable (2023) - Mario

## Televisión
- Belleza y poder (El Trece, 2003) - Dr. Izturis
- Mosca & Smith (Telefe, 2004/2005) - Benicio 'Larry' Larrea
- Sin código (El Trece, 2005) - Guillermo Iturralde
- Sos mi vida (El Trece, 2006) - Púa
- Mujeres asesinas (El Trece, 2006) - Novio. Ep: "Mónica, acorralada"
- Son de Fierro (El Trece, 2007) - Dany
- Mujeres de nadie (El Trece, 2008) - Dr. Llorente
- Por amor a vos (El Trece, 2008) - Abogado Patricio
- Los Únicos (El Trece, 2011/2012) - Daniel Alberto Passarelli
- Concubinos (El Trece, 2012) -
- Mi amor, mi amor (Telefe, 2012/2013) - Eddie
- Concentrados en red (DeporTV, 2014/2015)
- Pan y vino (América TV, 2015)
- Loco por vos (Telefe, 2016) - Andres
- Divina, está en tu corazón (El Trece, 2017) - Mike
- Fanny, la fan (Telefe, 2017) - César
- Buenos chicos (El Trece, 2023) - Márquez
- Madame Requin (TV Pública, 2023-2024) - Tornquist

## Internet
- “ La Pareja del Mundial” 2010- Martín

- Vera Blum (Telefe, 2013) - Mariano
- Jueves de trapos (Youtube, 2014) - Santiago

## Publicidades
- Banco Galicia (2009-presente) - Marcos[3]
- Coca Cola (2001) - El Hincha Argentino[4]

## Radio
- Resacados (Los 40 FM 105.5, 2010-2012) - Conductor